# Eskild Ebbesen
Eskild Balschmidt Ebbesen (Silkeborg, 27 mei 1972) is een Deens voormalig roeier. Hij maakte zijn debuut tijdens de Wereldkampioenschappen roeien 1992 in de lichte-vier-zonder-stuurman en behaalde de negende plaats. Ebbesen maakte zijn olympische debuut tijdens de Olympische Zomerspelen 1996 en won toen de olympische titel in de lichte-vier-zonder-stuurman. Als regerend wereldkampioen nam hij deel aan de Olympische Zomerspelen 2000 en won de bronzen medaille. Ebbesen behaalde zijn tweede olympische titel tijdens de Olympische Zomerspelen 2004. Vier jaar later prolongeerde hij zijn olympische titel in de lichte-vier-zonder. Ebbersen zijn vijfde olympische deelname was tijdens de Olympische Zomerspelen 2012. Hij behaalde toen de bronzen medaille.
Ebbesen werd zevenmaal wereldkampioen lichte-vier-zonder-stuurman. Na afloop van de Olympische Zomerspelen 2012 beëindigde hij op veertig jarige leeftijd zijn carrière.

## Resultaten
- Wereldkampioenschappen roeien 1992 in Montreal 9e in de lichte-vier-zonder-stuurman
- Wereldkampioenschappen roeien 1993 in Račice  in de lichte-acht
- Wereldkampioenschappen roeien 1994 in Indianapolis  in de lichte-vier-zonder-stuurman
- Wereldkampioenschappen roeien 1995 in Tampere  in de lichte-vier-zonder-stuurman
- Olympische Zomerspelen 1996 in Atlanta  in de lichte-vier-zonder-stuurman
- Wereldkampioenschappen roeien 1997 in Aiguebelette-le-Lac  in de lichte-vier-zonder-stuurman
- Wereldkampioenschappen roeien 1998 in Keulen  in de lichte-vier-zonder-stuurman
- Wereldkampioenschappen roeien 1999 in St. Catharines  in de lichte-vier-zonder-stuurman
- Olympische Zomerspelen 2000 in Sydney  in de lichte-vier-zonder-stuurman
- Wereldkampioenschappen roeien 2001 in Luzern  in de lichte-vier-zonder-stuurman
- Wereldkampioenschappen roeien 2002 in Sevilla  in de lichte-vier-zonder-stuurman
- Wereldkampioenschappen roeien 2003 in Milaan  in de lichte-vier-zonder-stuurman
- Olympische Zomerspelen 2004 in Athene  in de lichte-vier-zonder-stuurman
- Wereldkampioenschappen roeien 2007 in München 6e in de lichte-vier-zonder-stuurman
- Olympische Zomerspelen 2008 in Peking  in de lichte-vier-zonder-stuurman
- Wereldkampioenschappen roeien 2011 in Bled 5e in de lichte-vier-zonder-stuurman
- Olympische Zomerspelen 2012 in Londen  in de lichte-vier-zonder-stuurman

1996: Victor Feddersen & Niels Henriksen & Thomas Poulsen & Eskild Ebbesen ·
2000: Laurent Porchier & Jean-Christophe Bette & Yves Hocdé & Xavier Dorfman ·
2004: Thor Kristensen & Thomas Ebert & Stephan Mølvig  & Eskild Ebbesen ·
2008: Mads Kruse Andersen & Eskild Ebbesen & Thomas Ebert & Morten Jørgensen·
2012: James Thompson & Matthew Brittain & John Smith & Sizwe Ndlovu ·
2016: Mario Gyr & Simon Niepmann & Simon Schürch & Lucas Tramèr
- Virtual International Authority File: 307229965